# L.A. Dance Project
 (avril 2017).
Si vous disposez d'ouvrages ou d'articles de référence ou si vous connaissez des sites web de qualité traitant du thème abordé ici, merci de compléter l'article en donnant les références utiles à sa vérifiabilité et en les liant à la section « Notes et références ».
L.A. Dance Project est une organisation à but non lucratif basée à Los Angeles et ayant pour ambition de créer un nouveau travail s’inspirant du travail de chorégraphes influents.

## Histoire
Le L.A. Dance Project est lancé en 2012 par le danseur et chorégraphe Benjamin Millepied, avec l’aide du compositeur Nico Muhly, du consultant artistique Matthieu Humery, du producteur Charles Fabius et du compositeur Nicolas Britell. 
En 2023, le projet est décliné en France sous le nom Paris Dance Project. 

## Activités
La compagnie L.A. Dance Project se produit dans des théâtres traditionnels, mais crée également des performances spécifiques dans des lieux atypiques. L'organisation est conçue comme un laboratoire de création chorégraphique et un collectif d’artistes.

## Danseurs
- Stephanie Amurao est née en 1988 à Vancouver au Canada. Elle s’est formée à l’Académie de danse de Richmond, avant d'obtenir un BFA de la Juilliard School en 2010 sous la direction de Lawrence Rhodes. Elle a pris part à la Take Dance Company à New York, et a également dansé à Berne sous la direction de Cathy Marston pendant deux saisons.
- Aaron Carr a commencé la danse dès ses six ans à Pensacola, en Floride. Il a été étudiant de formation ABT national avant de rejoindre l’école Juilliard à New York. Il a fait partie de plusieurs compagnies comme “ZVIDANCE” ou  “KEIGWIN + COMPANY” et a eu l’opportunité de danser notamment pour Charlotte Bydwell, Jaclyn K. Walsh, ou encore Jonathan Royce Wyndham.
- David Adrian Freeland Jr. vient de Jacksonville, en Floride, où il a étudié au sein du “Center of the Arts” sous la direction de Kezia Rolle. Après avoir assisté aux intensives d’été du ballet de Nashville et de Juilliard, il a étudié au conservatoire de danse au SUNY Purchase College. David a également joué dans la saison 2015-2016 au Metropolitan Opera House.
- Rachelle Rafailedes vient de l’Ohio où elle a commencé à danser très tôt. Après avoir reçu son BFA de la Juilliard School en 2009, elle a eu la possibilité de travailler avec des chorégraphes renommés tels que Ohad Naharin, Twyla Tharp, Antony Tudor ou encore Aszure Barton. Elle a passé les quatre dernières années à danser avec Kyle Abraham, et a notamment été primée d’un Bessie Award pour M. Abraham's The Radio Show.
- Nathan B. Makolandra a commencé à danser et à chorégraphier à Greenville, en Caroline du Sud. Diplômé de Juilliard sous la direction de Lawrence Rhodes, il a notamment interprété des œuvres d'Alexander Ekman, de Nacho Duato, de Jerome Robbins, ou encore de Bronsilava Nijinska. En 2011, il s'est classé premier pour le prix Capezio pour l'excellence chorégraphique. Nathan a créé "Attitude du Cage" avec Julia Eichten et a fait une chorégraphie sur So You Think You Can Dance.
- Julia Eichten vient du Minnesota. Récemment diplômée de Juilliard sous la direction de Lawrence Rhodes, elle a eu l’occasion d’effectuer une grande variété de travail avec des chorégraphes de renommée mondiale tels que Stijn Celis, Ohad Naharin, Alexander Ekman et Benjamin Millepied. Avec Nathan Makolandra et en collaboration avec le groupe de musique expérimentale, Proxima Centura, elle a créé "Attitude du Cage", dans le cadre d'une célébration de John Cage, à Bordeaux.
- Robbie Moore vient de Houston, au Texas. Diplômé de Juilliard en 2014, il a dansé à travers les États-Unis et le Canada dans les œuvres de José Limón, Martha Graham, Pina Bausch, Ohad Naharin et William Forsythe. En 2012,  La Houston Metropolitan Dance Company a demandé à Robbie de développer une œuvre originale : This Expression of Surprise.
- Morgan Lugo est originaire de Wilmington, en Caroline du Nord, où il a commencé sa formation officielle à l'École des Arts de la Caroline du Nord, et a obtenu la Magna Cum Laude de SUNY Purchase. En 2011, lors de sa dernière année chez Purchase, Morgan a fait ses débuts professionnels avec Morphoses sous la direction de Lourdes Lopez et du Directeur artistique Luca Veggetti.
- Lilja Rúriksdóttir est allée à l’école Juilliard. Elle a notamment interprété des œuvres de chorégraphes comme Martha Graham, José Limon, Eliot Feld, ou encore Pam Tanowitz. Elle rejoint l'Ensemble Dash à New York sous la direction de Gregory Dolbashian et a travaillé sur différents projets avec Jonah Bokaer, Gallim Dance, Joanna MendlShaw, Bryan Arias, Janis Brenner et Cindy Salgado.

## Répertoire
- Duets, de Martha Graham et costumes de Janie Taylor
- Winterbranch (1964), de Merce Cunningham, ensembles et lumières de Robert Rauschenberg
- Quintett (1993), de William Forsythe et musique de Gavin Bryars
- Peripheral Stream (2013), chorégraphie, lumières et design de Hiroki Umeda
- Murder Ballades (2013), de Justin Peck, partition originale de Bryce Dessner, ensembles de Sterling Ruby et lumières de Brandon Stirling Baker
- Reflections (2013), de Benjamin Millepied, musique de David Lang, ensembles et costumes de Barbara Kruger, et lumières de Roderick Murray
- Moving Parts (2013), de Benjamin Millepied, musique de Nico Muhly, ensembles de Christopher Wool, costumes de Rodarte et lumières de Roderick Murray
- Morgan Last Chug (2013), chorégraphie, lumières et costumes d’Emmanuel Gat
- Invisible Cities (2013), sous la direction de Yuval Sharon, chorégraphie de Danielle Agami et musique originale de Christopher Cerrone
- Helix (2014), de Justin Peck, musique de Esa-Peka Salonen et lumières de Lucy Carter
- Harbor Me (2014), de Sidi Larbi Cherkaoui
- Hearts & Arrows (2015), de Benjamin Millepied, musique de Philip Glass, ensembles de Liam Gillick, lumières de Roderick Murray et costumes de Janie Taylor
- 2 Acts for the Blind (2015), chorégraphie, lumières et costumes de Roy Assaf
- Modern Living (2016), chorégraphie, concept et direction de Gerard & Kelly,
- On the Other Side (2016), de Benjamin Millepied, musique de Philip Glass (Piano Études), ensembles de Mark Bradford et costumes d’Alessandro Sartori
- Second Quartet (2017) de Noé Soulier